# Муравьёво (Угличский район)
Муравьёво — деревня в составе Головинского сельского поселения Угличского района Ярославской области.

## География
Деревня расположена на берегу реки Мимошня.

## Известные жители и уроженцы
В деревне родился поэт и краевед А.К. Гусев.